# Roquesita
La roquesita és un mineral de la classe dels sulfurs que pertany al grup de la calcopirita. Rep el nom de Maurice Roques, (1911-1997), geòleg francès de la Universitat de Clermont-Ferrand, a França.

## Característiques
La roquesita és un sulfur de fórmula química CuInS₂. Cristal·litza en el sistema tetragonal. La seva duresa a l'escala de Mohs es troba entre 3,5 i 4.
Segons la classificació de Nickel-Strunz, la roquesita pertany a «02.CB - Sulfurs metàl·lics, M:S = 1:1 (i similars), amb Zn, Fe, Cu, Ag, etc.» juntament amb els següents minerals: coloradoïta, hawleyita, metacinabri, polhemusita, sakuraiïta, esfalerita, stil·leïta, tiemannita, rudashevskyita, calcopirita, eskebornita, gal·lita, haycockita, lenaïta, mooihoekita, putoranita, talnakhita, laforêtita, černýita, ferrokesterita, hocartita, idaïta, kesterita, kuramita, mohita, pirquitasita, estannita, estannoidita, velikita, chatkalita, mawsonita, colusita, germanita, germanocolusita, nekrasovita, estibiocolusita, ovamboïta, maikainita, hemusita, kiddcreekita, polkovicita, renierita, vinciennita, morozeviczita, catamarcaïta, lautita, cadmoselita, greenockita, wurtzita, rambergita, buseckita, cubanita, isocubanita, picotpaulita, raguinita, argentopirita, sternbergita, sulvanita, vulcanita, empressita i muthmannita.

## Formació i jaciments
Va ser descoberta a la mina Charrier, situada a Laprugne, a Le Mayet-de-Montagne (Alvèrnia-Roine-Alps, França). També ha estat descrita en altres indrets de França, així com en altres indrets d'arreu del planeta.